# Ostrovica (Vtáčnik)
Ostrovica (855,3 m n. m.) je výrazný skalnatých vrchol v pohoří Vtáčnik.  Nachází se jižní části pohoří, přímo nad obcí Kľak. 
Vrch leží v CHKO Ponitří a erodovaná andezitová vrcholová část je chráněná jako přírodní památka Ostrovica.

## Přístup
- lesem z Kľaku